# Macumba
Macumba är en brasiliansk blandreligion med rötter i Bantu-kulturen. Den utvecklades på 1910-talet.